# Święty Charbel (film)
Święty Charbel (oryg. Charbel) – libański film biograficzny z 2009 roku w reżyserii Nabila Lebbosa o życiu św. Charbela Makhloufa.

## Fabuła
W filmie przedstawiona została biografia bliskowschodniego taumaturga i mistyka o. Szarbela Makhloufa. Począwszy od lat wczesnego dzieciństwa pod okupacją turecką, poprzez okres młodości, w którym Szarbel zdecydował się na wstąpienie do klasztoru, aż do dojrzałych lat, kiedy do jego monasteru przybywały tłumy, by szukać porady i wstawiennictwa.

## Obsada
- Antoine Balabane − stary Szarbel
- Elie Mitri − młody Szarbel
- Charbel Eid − Szarbel jako dziecko
- Julia Kassar − matka Szarbela
- Ghassan Estephan
- Khaled Al Saiid
- Toni Maalouf
- Badeeh Abou Shakra
- Roula Hmadeh
- Abd El Rahim Alaa El Din